# Park4dtv

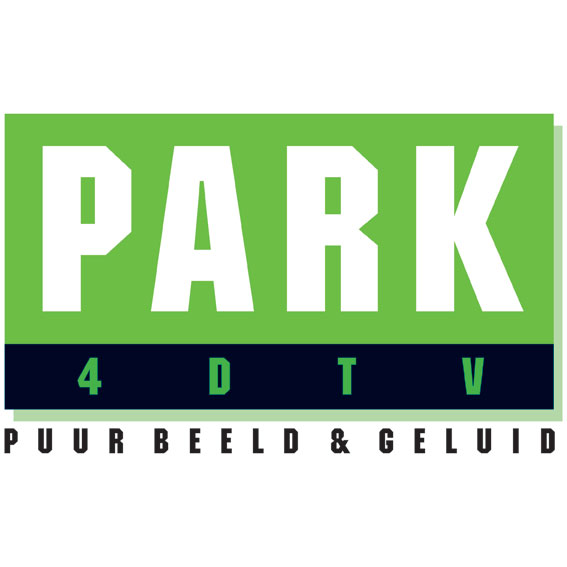
Park4dtv Logo

Park4DTV was een Amsterdams kunstenaarsinitiatief dat zich bezighield met het stimuleren en uitvoeren van de productie van kunst, met name kunst op de televisie en het tot stand doen komen van kunstmanifestaties, met de nadruk op tijdgerelateerde kunsten. 
Van 1991 - 2006 verzorgde Park4DTV nachtelijke uitzendingen van een uur op de Amsterdamse kabeltelevisie onder de noemer: 'Puur Beeld en Geluid, 1 Ding 1 Uur. To Watch is to Steal, Watch This, Tape This'. Dezelfde kunstwerken werden onder meer ook uitgezonden op televisiestations in Rotterdam, New York, Berlijn en Jekaterinaburg. Sinds 2006 concentreerde Park4DTV zich op digitale mediakunst, onder meer met kunst op dvd's, Urban Screens, of handcomputers. In 2009 bracht Park4DTV de iPhone applicatie RAUDIO IIIII uit, waarop 'Puur Geluid' te horen is.
Park4DTV is opgericht door Maarten Sprenger, Dick Tuinder, Maarten Ploeg en Peter Mertens. In de loop der tijd maakten onder meer Martin Takken, Wiel Seuskens, Jasper van den Brink, Jeroen Kooijmans, Constant Dullaart, Kuno Terwindt, Vera Stiphout, Sonja van Hamel, Alberto de Michele en Linda Bannink deel uit van de redactie. Onder de bijdragen aan Park4dtv behoren werken van onder meer Gerald van der Kaap, Aernout Mik, De Rijke/de Rooij, Yariv Alter Fin (†) en Fiona Tan. De verzameling kent inmiddels meer dan 1500 bijdragen. 
In 2016 werd de integrale collectie geschonken aan het Stedelijk Museum Amsterdam, dat in haar jaarverslag vermeldde: "Met hun drang om met zelfgeproduceerd werk de wereld te veroveren via alle mogelijke mediakanalen voor bewegend beeld, is P.A.R.K. 4DTV te beschouwen als een voorloper van internet".